# Швидкісна дорога S22 (Польща)
Швидкісна дорога S22 — швидкісна дорога в Польщі від Ельблонга (розв'язка Ельблонга схід: швидкісна дорога S7) до Крулевця через прикордонний перехід Гжехоткі-Мамоново, відкрита 3 грудня 2010 року (державний кордон з Росією — Крулевецький регіон), загальною протяжністю 50,6 км. Цілком лежить у межах Вармінсько-Мазурського воєводства.
По всій протяжності односмугова, однак є запас землі під другу проїзну частину, що також враховано при будівництві шляхопроводів над дорогою.
Дорога Ельблонг – Крулевец (східна ділянка так звана Берлінка) була побудована німцями з грудня 1933 року і відкрита 12 червня 1937 року як тимчасова однопроїзна магістраль. Зруйнована під час війни в 1945 році і занедбаний у наступні роки. На межі 20-21 століть на залишках неіснуючої проїжджої частини були побудовані нові мости через Омазу, Пасленку та Млинувку.

## Історія
Маршрут S22 вперше з'явився в мережі автомагістралей і швидкісних доріг у жовтні 1993 року як ненумерована швидкісна дорога, що проходить від Ельблонга до Гжехоткі (Кенігсберг). 21 лютого 1996 року згідно з розпорядженням Ради міністрів вона отримала позначення S50, і її курс було продовжено в бік Тчева, до автостради A1. У листопаді 2001 номер було змінено на S22 і маршрут до Ельблонга скорочено. Позначення і пробіг залишаються в такому вигляді донині.

## Хід реконструкції
30 серпня 2005 року на перехресті національних доріг № 7 (нині S7) і № 22 було відкрито безколійну розв’язку Ельблонг схід. У 2005 році ГДДКіА оголосило тендери на реконструкцію DK22 до стандарту швидкісної дороги:
- 23 червня – управління та нагляд за будівництвом
- 4 серпня – ділянка II: Хрусьцель (розв’язка Бранево південь) – Мацеєво (близько 10,4 км)
- 25 серпня – ділянка III: Ельблонг (розв’язка Ельблонг схід) – Хрусьцель (розв’язка Бранево південь) – 28,8 км.
- 13 грудня – I ділянка: Мацеєво – Ґжехоткі (близько 11,4 км)

24 квітня 2006 року GDDKiA підписало контракт з португальсько – польським будівельним консорціумом на будівництво III ділянки дороги S22 – від Ельблонга до Хрусьцель протяжністю 28,8 км із запланованим терміном завершення до травня 2008 року.
31 липня 2008 року всі будівельні роботи були завершені і 24 вересня вся дорога S22 була здана в експлуатацію.

## Дивись також
- Берлінка